# Elaphocera affinis
Elaphocera affinis är en skalbaggsart som beskrevs av Ludwig Wilhelm Schaufuss 1874. Elaphocera affinis ingår i släktet Elaphocera och familjen Melolonthidae. Inga underarter finns listade i Catalogue of Life.